# Schreibstift

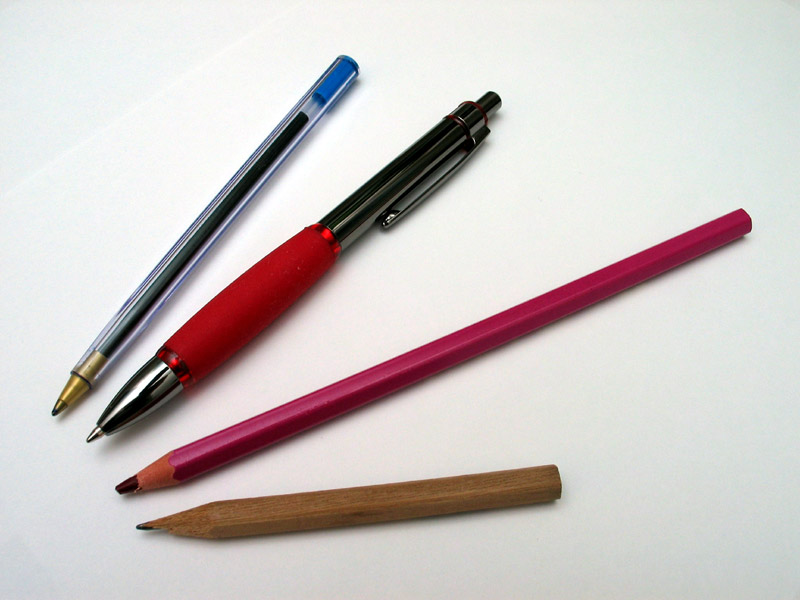
Verschiedene Arten von Stiften

Der Stift (von althochdeutsch steft „Stachel, Dorn“; „steif“; „etwas Kleines, Geringwertiges“) ist ein Schreib- und Zeichengerät.
Stifte gehörten wahrscheinlich zu den ersten Werkzeugen, die der Mensch benutzte. Die ältesten Nachweise stammen bereits aus der Steinzeit, in der mit einfachen Holzstöcken Ritzungen in Ton vorgenommen wurden, die oft zusammen mit Höhlenmalereien zu finden sind. (s. a. Stilus)
Mit dem Aufkommen der frühen Hochkulturen trat in die Stelle des Schreibstockes das Schreibrohr (calamus). Dieses wurde im Verlauf der Zeit durch Pinsel und Schreibfedern ersetzt, die als eleganter galten und zudem auch auf Papier verwendbar waren, während die damaligen Stifte nur als Ritzwerkzeuge benutzt wurden. In der späten Antike verwendeten nur noch wenige Runen- und Keilschriften sowie Bildhauer Stifte.
Im Mittelalter verwendete man Stifte aus Blei, Silber oder Zinn, die aber nur eine sehr dünne und blasse Linie zogen. Im Spätmittelalter schließlich begann man, moderne Bleistifte in Form eines Holzes mit eingefasstem Bleistück (der Minen) herzustellen.
Ab dem 16. Jahrhundert wurde das Blei durch Graphit ersetzt, das einen stärkeren Strich erzeugt und zudem besser auf Papier zu verwenden war, da man nicht so stark aufdrücken musste wie zuvor.
Später setzt man auch andere Minen ein (verklebte Pigmente für farbige Stifte) und entwickelt tintenführende Konstruktionen.
Einige Arten von Stiften:
- Füllfederhalter
- Kugelschreiber
- Gelroller
- Bleistift
- Buntstift
- Rötel
- Kohlestift
- Wachsmalstift, auch Fettstift
- Filzstift
- Marker
- Kopierstift
- Mechanischer Stift
- Folienstift

Neben der herkömmlichen Funktion als Schreibgerät werden Stifte beim Penspinning auch zum Training der Fingerfertigkeit benutzt.